# Солёное (озеро у Солёного Озера)
Солёное — солёное озеро в Ставропольском крае России, в 500 м южнее хутора Солёное Озеро, в долине реки Калаус. Площадь поверхности — 4,12 км². Высота над уровнем моря — 135,5 или 138 или 139 м.
Лушниковское является важным центром гнездования и миграции многих видов птиц, среди которых белолобый гусь, краснозобая казарка, серый гусь, серая цапля, ходулочник, малая белая цапля, каравайка.

## Название
Озеро названо по одноимённому хутору находившемуся у юго-восточного побережья. На всех топографических картах, на схемах территориального планирования Ставропольского края, Светлоградского района, на генеральном плане городского поселения Светлоград даётся наименование озера «Соленое».

## Природный заказник
С 1999 года озеро включено в природный заказник.

## Интересные факты
В 1920 году на озере лечил своих воинов Будённый.